# Фундяну
Фундяну (рум. Fundeanu) — село у повіті Галац в Румунії. Входить до складу комуни Дрегушень.
Село розташоване на відстані 214 км на північний схід від Бухареста, 66 км на північ від Галаца, 130 км на південь від Ясс.

## Населення
За даними перепису населення 2002 року у селі проживали 969 осіб, усі — румуни. Усі жителі села рідною мовою назвали румунську.